# برج آروه‌ئه
برج آروه‌ئه (انگلیسی: RWE Tower) ساختمان اداری ۳۰ طبقه مستقر در شهر اسن، نوردراین-وستفالن، آلمان است، که در سال ۱۹۹۶ احداث گردید.